# コールドウェル郡 (ミズーリ州)
コールドウェル郡（英: Caldwell County）は、アメリカ合衆国ミズーリ州の北西部に位置する郡である。2010年国勢調査での人口は9,424人だった。郡庁所在地はキングストン市（人口348人）であり、同郡で人口最大の都市はハミルトン市（人口1,809人）である。コールドウェル郡は1836年12月29日に組織化され、同年11月にジャクソン郡から追い出され、隣接するクレイ郡で難民となっていたモルモン教徒の避難所となった。1838年のモルモン戦争ではその主要舞台となり、当時のリルバーン・ボッグス州知事がいわゆる「絶滅令」を出した後、ミズーリ州からはモルモン教徒が全て追放されることになった。郡名は、1786年にジョージ・ロジャース・クラークが行った対インディアン作戦に参加し、ミズーリ州第2代副知事を務めたジョン・コールドウェルに因んで、アレクサンダー・ドニファンが名付けた。（ケンタッキー州のコールドウェル郡もジョン・コールドウェル因んで名付けられた）。
コールドウェル郡はカンザスシティ大都市圏に属している。

## 歴史

### モルモン開拓者
コールドウェル郡は元々レイ郡の一部だった。最初の白人開拓者はジェシー・マン・シニアであり、1831年にショール・クリーク沿いキングストンの公共広場から北東に半マイル (800 m) の所に入植した。初期の開拓者は1832年におきたブラック・ホーク戦争から逃れるために南部に戻った。
ジャクソン郡を強制退去させられたモルモン教徒数人が1832年にコールドウェル郡内に移動した。その中のジェイコブ・ホーンが建てたショール・クリーク沿いの製粉所は、1838年のモルモン戦争のときにホーンズミル虐殺と呼ばれる流血の多い戦闘の舞台になった。
開拓者達は、キングストンの南東2マイル (3 km) に郡内では初めての町であるセイラムを設立した。1836年秋に多くのモルモン教徒が郡内に移動してきた。この年、ミズーリ州議会がコールドウェル郡を設立し、その地はモルモン教徒に与えられるものとの諒解だった。郡庁所在地はファーウェストだった。1838年のファーウェストの人口は4,000人と報告されていた。
モルモン教の初期重要人物である、ジョセフ・スミス・ジュニア、ハイラム・スミス、ブリガム・ヤング、ジョン・テイラー、エドワード・パートリッジ、シドニー・リグドン、パーリー・P・プラット、ジョン・D・リーなどがこの移民の中に含まれていた。

### モルモン戦争
スミスが北にあるデイビース郡の特にアダム・オンディ・アーマンの地を、エデンの園を追放されたアダムとイブが罰せられたという聖書に記された場所だと宣言すると、モルモン教徒はデイビース郡に移動した。スミスはそこが最後の審判の日に集まる所だと言った。元々いた開拓者とモルモン開拓者の間にギャラティン選挙日の戦闘が起こり、モルモン戦争が始まった。
クルックトクリークの戦いでミズーリ州民兵隊が潰走させられた後、リルバーン・ボッグス州知事がミズーリ州執行命令44号を発し、州内からモルモン教徒を追放することになった。その3日後、リビングストン郡から来た集団がホーンズミル虐殺で18人のモルモン教徒を殺した。軍隊がファーウェストを包囲し、1838年10月にはスミスが降伏した。モルモン開拓者達は退去に同意し、ファーウェストを去って、イリノイ州ノーブーで再集結した。
ファーウェストの町の解体に伴い、郡庁所在地は現在のキングストンに移された。

## 地理
アメリカ合衆国国勢調査局に拠れば、郡域全面積は431平方マイル (1,116 km2)であり、このうち陸地429.34平方マイル (1,112 km2)、水域は1.66平方マイル (4 km2)で水域率は0.09％である。

### 主要高規格道路
- アメリカ国道36号線
- ミズーリ州道13号線
- ミズーリ州道116号線

### 隣接する郡
- デイビース郡 - 北
- リビングストン郡 - 東
- キャロル郡 - 南東
- レイ郡 - 南
- クリントン郡 - 西
- デカルブ郡 - 北西

## 都市と町
| - ブレイマー - ブレッケンリッジ - カウギル - ハミルトン | - キダー - キングストン - 郡庁所在地 - ポロ |

- ファーウェスト（ゴーストタウン）

## 郡区
コールドウェル郡は下記12の郡区に分けられている。
| - ブレッケンリッジ - デイビス - フェアビュー - ゴーマー | - グラント - ハミルトン - キダー - キングストン | - リンカーン - ミラバイル - ニューヨーク - ロックフォード |

## 政治

### 地方
コールドウェル郡の地方レベルでは共和党が大半の政治を支配しており、郡の選挙で選ばれる役職は4人を除いて独占している。

### 国政

#### 2008年大統領予備選挙
2008年の大統領予備選挙で、コールドウェル郡は共和党のジョン・マケインと民主党のヒラリー・クリントンを選んだ。民主党の予備選挙ではヒラリー・クリントンが1位となり、さらに共和党予備選挙で各候補に投じられた票数よりも多かった。

## 著名な出身者
- ザック・ウィート、メジャーリーグベースボール選手、選手としての活動期間は1909年-1927年